# Mount Obruchev
Mount Obruchev är ett berg i Antarktis. Det ligger i Östantarktis. Australien gör anspråk på området. Toppen på Mount Obruchev är 495 meter över havet.
Terrängen runt Mount Obruchev är platt åt sydväst, men åt nordost är den kuperad. Trakten är obefolkad. Det finns inga samhällen i närheten.